# Delosperma wiunii
Delosperma wiunii är en isörtsväxtart som beskrevs av Lavis. Delosperma wiunii ingår i släktet Delosperma, och familjen isörtsväxter. Inga underarter finns listade i Catalogue of Life.